# Kutnowianka Kutno
Harcerski Klub Sportowy „Kutnowianka” Kutno – klub sportowy z siedzibą w Kutnie założony w 1921 roku. W 1993 klub razem z RKS „Stal” utworzyły Miejski Klub Sportowy „Kutno”.

## Historia
Klub powstał w 1921 roku jako Rzemieślniczy Harcerski Klub Sportowy „Kutnowianka” przez Apolinarego Małeckiego i kapitana Stanisława Tondosa z Klubu Sportowego 37 Pułku Piechoty w Kutnie, a składał się z chłopców I KDH im. T. Rejtana i II KDH im. T. Kościuszki. Od roku 1928 KS „Kutnowianka” nie miał już związku z harcerstwem. W latach 30. XX wieku działalność została zawieszona. Po wojnie na podwalinach przedwojennej „Kutnowianki” powstał w 1951 Zakładowy Klub Sportowy „Budowlani” Kutno. W 1954 „Budowlani” połączyły się z ZKS „Spójnią” tworząc drużynę ZKS „Budowlani-Kutnowianka”. Po dwóch latach zespół powrócił do pojedynczej, historycznej nazwy - „Kutnowianka”. W roku 1993 ZKS „Kutnowianka” oraz RKS „Stal” połączyły się w Miejski Klub Sportowy „Kutno”. „Kutnowianka” oprócz drużyn piłki nożnej posiadała także sekcje: lekkiej atletyki, piłki ręcznej i strzelectwa sportowego.

## Obiekty sportowe
Siedziba klubu znajdowała się przy ul. Podrzecznej 16 w Kutnie. Stadion Miejski przy (obecnie) ul. bł. ks. Oziębłowskiego często jest przez mieszkańców Kutna zwany "Kutnowianką".

## ZMP Kutnowianka
W latach 1948–1949 w Kutnie istniał klub sportowy Związku Młodzieży Polskiej „Kutnowianka” jednak nie miał on żadnych związków z przedwojenną drużyną stworzoną przez harcerzy, a był tymczasową nazwą dla KS ZWM „Zryw” Kutno. W roku 1949 połączył się z klubem VIS Kutno tworząc „Spójnię” Kutno, która w 1954 została przyłączona do prawdziwej „Kutnowianka”, znanej wówczas jako „Budowlani”.